# Andrej Babčan
Andrej Babčan (* 21. února 1956, Bušince) je bývalý slovenský fotbalista, útočník, reprezentant Československa.

## Fotbalová kariéra
V československé lize hrál za ZŤS Košice / VSS Košice (1978–1981). Odehrál 81 zápasů, 6 971 minut a dal 13 gólů. Za československou reprezentaci odehrál 12. 9. 1979 přátelské utkání s Maďarskem v Nyíregyháze, které skončilo prohrou 1:2.

## Ligová bilance
| Ročník                                   | Zápasy | Góly | Minuty | Klub       |
| ---------------------------------------- | ------ | ---- | ------ | ---------- |
| 1. československá fotbalová liga 1978/79 | 28     | 5    | 2355   | VSS Košice |
| 1. československá fotbalová liga 1979/80 | 25     | 4    | 2196   | ZŤS Košice |
| 1. československá fotbalová liga 1980/81 | 28     | 4    | 2420   | ZŤS Košice |
| CELKEM                                   | 81     | 13   | 6971   |            |